# From the Muddy Banks of the Wishkah
From the Muddy Banks of the Wishkah je živé album od skupiny Nirvana. Bylo nahráno v letech 1989–1994. Skladby vybral Krist Novoselic.

## Seznam skladeb
1. „Intro“ (3. prosince 1989; London Astoria, Londýn, Spojené království) – 0:52
2. „School“ (25. listopadu 1991; Paradiso, Amsterdam, Nizozemsko) – 2:40
3. „Drain You“ (28. prosince 1991; O'Brien Pavilion, Del Mar, Kalifornie) (Cobain/Nirvana) – 3:34
4. „Aneurysm“ (28. prosince 1991; O'Brien Pavilion, Del Mar, Kalifornie) (Cobain/Grohl/Novoselic) – 4:31
5. „Smells Like Teen Spirit“ (28. prosince 1991; O'Brien Pavilion, Del Mar, Kalifornie) (Cobain/Nirvana) – 4:47
6. „Been a Son“ (25. listopadu 1991; Paradiso, Amsterdam, Nizozemsko) – 2:07
7. „Lithium“ (25. listopadu 1991; Paradiso, Amsterdam, Nizozemsko) – 4:10
8. „Sliver“ (10. listopadu 1993; Springfield Civic Center, Springfield, Massachusetts) – 1:55
9. „Spank Thru“ 19. listopadu, 1991; Castle Theatre, Řím, Itálie) – 3:10
10. „Scentless Apprentice“ (13. prosince 1993; Pier 48, Seattle, Washington) (Cobain/Grohl/Novoselic) – 3:31
11. „Heart–Shaped Box“ (30. prosince 1993; Great Western Forum, Inglewood, Kalifornie) – 4:41
12. „Milk It“ (7. ledna 1994; Seattle Center Arena, Seattle, Washington) – 3:45
13. „Negative Creep“ (31. října 1991; Paramount Theatre, Seattle, Washington) – 2:43
14. „Polly“ (3. prosince 1989; London Astoria, Londýn, Spojené království) (Cobain/Nirvana) – 2:30
15. „Breed“ (3. prosince 1989; London Astoria, Londýn, Spojené království) (Cobain/Nirvana) – 3:28
16. „tourette's“ (30. srpna 1992; Reading Festival, Reading, Spojené království) – 1:55
17. „Blew“ (25. listopadu 1991; Paradiso, Amsterdam, Nizozemsko) – 3:36
18. Various concert outtakes, only heard on Side 4 of the vinyl version of the album. – 5:00

## Sestava
- Kurt Cobain – kytara, zpěv
- Krist Novoselic – baskytara
- Dave Grohl – bicí, zpěv
- Pat Smear – kytara, zpěv